# Museu da Tabanca
O Museu da Tabanca (ou Tabanka em crioulo cabo-verdiano) é um museu situado no centro da Assomada, no interior da ilha de Santiago, em Cabo Verde, dedicado a preservar principalmente a história musical do género tabanca). O seu edifício situa-se próximo ao Centro Cultural da Cidade e à Praça Gustavo Monteiro. É um edifício patrimonial de influência portuguesa.
O museu foi inaugurado em fevereiro de 2000 pelo então primeiro-ministro do país, Carlos Veiga, e localiza-se num edifício colonial.
O outro Museu da Tabanca (ou Tabanka), inaugurado em 2011, localiza-se na aldeia de Chão de Tanque.